# Буассере, Сюльпис
Иоганн Сюльпис Мельхиор Доминикус Буассере (нем. Johann Sulpiz Melchior Dominikus Boisserée; 2 августа 1783, Кёльн, Куррейнский округ — 2 мая 1854, Бонн, Рейнская провинция) — немецкий архитектор, коллекционер живописи, историк искусства, исследователь готической архитектуры, активно выступавший за завершение строительства Кёльнского собора.

## Биография
Родился в семье коммерсанта Николаса Буассере и Марии Магдалены, дочери кёльнского коммерсанта Антона Брентано. В семье было одиннадцать детей. Предки семьи — французские протестанты, которые иммигрировали из Льежа (ныне Бельгия) в XVIII веке. Сюльпис вырос под строгой католической опекой своей бабушки после того, как его мать умерла в 1790 году, а отец — в 1792 году. Его младший брат Мельхиор Германн Иосиф Георг Буассере (1786—1851) также был коллекционером произведений искусства. В 1799 году, во время ученичества в Гамбурге, Сюльпис Буассере обнаружил в себе интерес к искусству.
Братья Буассере поддерживали контакты с Фердинандом Францем Вальрафом, Фридрихом Шлегелем и его супругой Доротеей. Сюльпис с 1810 года был близким другом Иоганна Вольфганга фон Гёте, с которым часто встречался во Франкфурте. Гёте наносил ему визиты в Гейдельберге в 1814 и 1815 годах, где осматривал его коллекцию картин. Там же с Гёте и четой фон Виллемер встречался великий герцог Карл Август. На банкете, устроенном Виллемером по случаю 70-летия Гёте, Буассере стал одним из основателей комитета по установке памятника Гёте во Франкфурте.
Сюльпис Буассере был соредактором журнала Гёте «Об искусстве и древности» (Über Kunst und Altertum). Буассере также дружил с Вернером фон Гакстхаузеном. По пути во Франкфурт он всегда любил останавливаться у Кристиана Зайса в Висбадене.
В 1804 году братья Буассере приступили к систематическому собиранию произведений старонемецкой и старонидерландской живописи вместе с их общим другом Иоганном Батистом Бертрамом (1776—1841), который был совладельцем их коллекции картин. Братья совершали поисковые экспедиции по городам Германии, прирейнских областей и Фландрии. Часть германских земель в 1801 году согласно Люневильскому договору отошла к революционной Франции, многие церкви и монастыри были закрыты, а произведения искусства выставлены на торги. Это помогло братьям Буассере составить уникальную коллекцию церковной живописи.

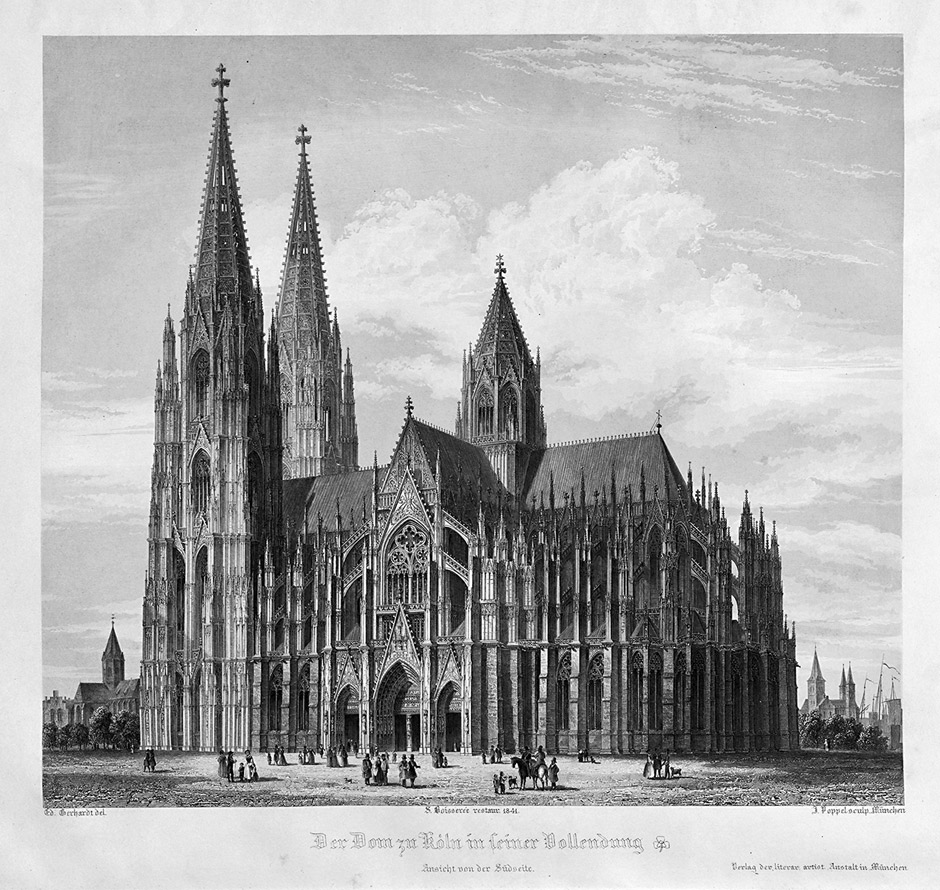
Кёльнский собор «в его воображаемом завершении» по концепции С. Буассере. Вид с юга. Гравюра из издания: «С. Буассере. История и описание Кёльнского собора». Второе исправленное издание. Мюнхен, 1842

С ноября 1810 по 1819 год собиратели демонстрировали коллекцию в своём доме на Карлсплац в Гейдельберге, затем в Штутгарте. Шлегель оценил её восторженно. Гёте, который также посетил собрание, был с его классическими симпатиями более сдержан, но выразил желание написать предисловие к эссе Буассере «Древнегерманская архитектура» (Altdeutsche Baukunst, 1817). Братья закрыли свой музей в 1819 году. Буассере написал каталог коллекции, поручив Иоганну Непомуку Штрикснеру задокументировать работы в серии литографий, которые были опубликованы между 1821 и 1840 годами.
В 1827 году живописец Георг фон Диллис, директор художественной коллекции короля Баварии Людвига I, приобрёл всю коллекцию из 215 картин. Бертрам и братья Буассере последовали за своими картинами в столицу Баварии, и в 1827 году коллекция составила гордость Старой пинакотеки в Мюнхене.
Буассере около двух лет занимал должность Главного куратора Баварских музеев, прежде чем отправиться в путешествие в 1836 году. Он путешествовал по Италии и южной Франции до 1838 года. В 1845 году Буассере был назначен тайным советником прусского короля Фридриха Вильгельма IV. В том же году был избран иностранным членом Баварской академии наук.
Вместе с братом Сюльпис Буассере, «вдохновлённый статьями немецких романтиков — Вакенродера, Гёте, братьев Шлегелей», изучал в 1820, 1823 и 1824 годах средневековые соборы Франции: Нотр-Дам, Сент-Шапель в Париже, огромный и недостроенный собор в Кёльне. После периода наполеоновской тирании эти идеи были характерны для движения германского «национального романтизма».
Именно Буассере принадлежит идея завершения башен собора в Кёльне. В 1814 году писатель-романтик Й. Гёррес призвал народ Германии достроить Кёльнский собор, считая это делом чести германской нации. В 1816 году Сюльпис Буассере обнаружил часть средневековых чертежей с изображением южной башни восточного фасада собора, выполненного мастером-строителем Йоханнесом в Париже. Архитектор Георг Моллер нашёл на чердаке старого дома недалеко от Дармштадта другую часть оригинального чертежа фасада здания, выполненного мастером собора Арнольдом в 1308 году. Он откомментировал и издал эти чертежи в 1818 году.

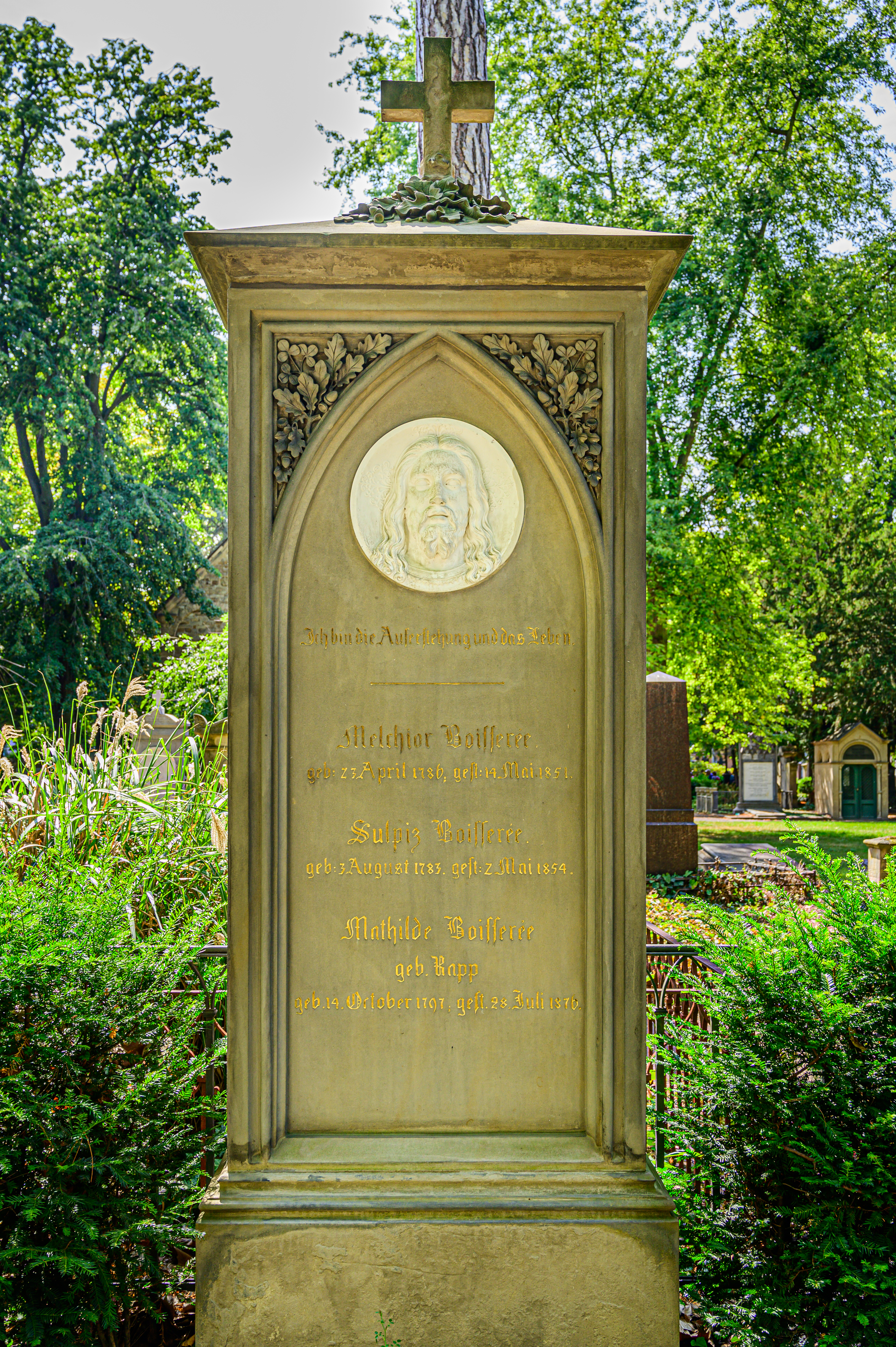
Надгробие семьи Буассере. Старое кладбище, Бонн

Когда дело дошло до основания в 1840 году в Кёльне ассоциации строителей соборов, чтобы завершить великую работу средневековых строителей, Сюльпис Буассере оказался одним из самых активных её членов. В книге «История и описание Кёльнского собора вместе с исследованиями старой церковной архитектуры…» (Geschichte und Beschreibung des Doms von Köln nebst Untersuchungen über die alte Kirchenbaukunst.., 1823) Сюльпис утверждал германское происхождение готического стиля в архитектуре. Такая точка зрения существовала длительное время. Йозеф Гёррес написал на книгу хвалебную рецензию. Именно в эти годы Кёльн перешёл во владение Пруссии. Сюльпис сумел убедить наследного принца Гогенцоллерна (будущего короля Пруссии Фридриха Вильгельма IV) в необходимости завершения собора.
D 1845 году братья Буассере вернулись из Мюнхена в Рейнскую область и поселились в Бонне. Сюльпис Буассере не увидел воплощения в жизнь великой мечты, он умер 2 мая 1854 года в Бонне. Мельхиор умер тремя годами ранее. Достройка башен Кёльнского собора была осуществлена по проекту архитектора Эрнста Фридриха Цвирнера в 1842—1880 годах.
Сюльпис Буассере похоронен вместе с братом на Старом кладбище (Alter Friedhof) в Бонне. Сохранилась увенчанная крестом надгробная стела с рельефом, изображающим Христа, работы Кристиана Даниэля Рауха.
Сульпис Буассере — автор многих альбомов-увражей с видами национальных архитектурных памятников. Сохранилась также переписка Буассере и Гёте. В 1888 году в Кёльне в районе Нойштадт-Зюйд в честь знаменитой семьи была торжественно открыта Буассерештрассе (Boisseréestraße).

## Основные публикации
- История и описание Кёльнского собора вместе с исследованиями старой церковной архитектуры, как текст о видах, трещинах и отдельных частях Кёльнского собора (Geschichte und Beschreibung des Doms von Köln nebst Untersuchungen über die alte Kirchenbaukunst, als Text zu den Ansichten, Rissen und einzelnen Theilen des Doms von Köln). München: Cotta, 1823.
- История и описание Кёльнского собора с пятью иллюстрациями. Второе исправленное издание (Geschichte und Beschreibung des Doms von Köln mit fünf Abbildungen. Zweite, umgearbeitete Ausgabe). München: Literarisch-artistische Anstalt, 1842.
- Памятники архитектуры VII—XIII веков на Нижнем Рейне (Denkmale der Baukunst vom 7. bis zum 13. Jahrhundert am Nieder-Rhein). München: Cotta, 1833.
- Архитектурные памятники с седьмого по тринадцатый век в регионах Нижнего Рейна (Monuments d’architecture du septième au treizième siècle dans les contrées du Rhin inférieur). München: Cotta, 1842.
- Дневники. Тома с I по V. Опубликовано Хансом-Иоахимом Вайцем от имени города Кёльн (Tagebücher. Band 1 bis 5. Im Auftrag der Stadt Köln herausgegeben von Hans-Joachim Weitz). Darmstadt: Eduard Roether Verlag, 1978—1995